# Gneu Pompeu Magne
|  | Per a altres significats, vegeu «Gneu Pompeu Magne (gendre de Claudi)». |

Gneu Pompeu Magne (llatí: Gnaeus Pompeius Magnus), sovint anomenat simplement Pompeu (Roma, 30 de setembre del 106 aC - Egipte, 20 de setembre del 48 aC), fou un famós general i estadista al final de la República Romana. Era fill del també reputat general Gneu Pompeu Estrabó, i feia part de la gens Pompeia, una família d'origen plebeu.

## Primers anys
El seu pare era un home molt ric del nord d'Itàlia, un terratinent del Picè. La seva família no formava part de les antigues famílies que van dominar la política romana. Malgrat això el seu pare va promocionar mitjançant el tradicional cursus honorum essent qüestor al 104 aC, pretor al 92 aC, i cònsol al 89 aC. A l'edat de 17 anys Pompeu ja estava completament implicat en els assumptes polítics i militars del seu pare des del 89 aC. El seu pare va morir als conflictes entre Gai Mari i Luci Corneli Sul·la, deixant al seu fill el control dels seus assumptes i la seva fortuna.  Pompeu va estar present a la batalla de Porta Col·lina, poc després la seva casa a Roma fou saquejada pels populars i no va poder aparèixer en públic fins a la mort de Mari el 86 aC. Acusat de participar en el saqueig d'Asculum fet pel seu pare, fou absolt després de casar-se amb Antístia, la filla del president del tribunal.

## A l'ombra de Sul·la
El 84 aC va donar suport a Sul·la i als aristòcrates o optimats i se'n va anar al Picè on va aixecar tropes aprofitant certa popularitat i,a les grans extensions de terra que posseïa, va reunir tres legions (83 aC) i va derrotar l'exèrcit popular de Marc Juni Brutus. Els populars es van retirar del Picè i Pompeu es va unir a les forces de Sul·la. Encara que fou proscrit pel senat, els soldats li van romandre lleials. Sul·la el va saludar com a imperator amb només 23 anys, tot i que només tenia el grau d'equites.
El 82 aC va derrotar els llegats de Carbó, Marci i Carrines i Sul·la es va acabar proclamat dictador. Per assegurar-se el suport de Pompeu, Sul·la el va fer casar amb la seva fillastra Emília (filla de la seva dona Cecília Metel·la i del seu primer marit Emili Escaure); per celebrar aquestes noces van fer falta dos divorcis: Pompeu de la seva dona Antístia; i Emília del seu segon marit Mani Glabrió del qui estava embarassada. Emília va morir poc després durant el part.

## Campanyes a Sicília i Àfrica
Com que el partit popular encara resistia en algunes parts de l'Imperi, Pompeu fou enviat contra els reductes populars. Primer es va adreçar a Sicília. Tan aviat com Pompeu va desembarcar, Carbó va fugir cap a l'Àfrica i es va voler refugiar a Egipte, però fou capturat i portat encadenat a Lilibèon, on fou executat; també altres populars foren executats. Pompeu no va poder evitar l'execució dels proscrits, però va tractar suaument les ciutats que s'havien declarat pels populars.
El 81 aC va deixar Sicília i va passar a Àfrica per oposar-se a Gneu Domici Aenobarb, el gendre de Luci Corneli Cinna, qui tenia el suport de Hiarbes de Numídia. Pompeu el va derrotar i es diu que de l'exèrcit popular de vint mil homes només tres mil van sobreviure. Domici Aenobarb va fugir i en pocs mesos Pompeu va reduir tota Numídia. Hierbes fou fet presoner i executat, mentre que el tron era donat a Hiempsal II. A diferència del que era costum, Pompeu no va saquejar la província, es va limitar a recollir lleons i elefants. Cap a finals d'any va tornar a Roma, on fou rebut pel mateix Sul·la, el qual li va donar una corona i els noms de Felix (Afortunat) i de Magnus, que va portar en endavant i van passar com a herència als seus fills. Era extraordinari que un simple eques obtingués aquests honors sense ni ser tan sols senador, però Sul·la va considerar oportú atorgar-li una cerimònia de triomf el setembre del 81 aC.

## Reacció popular
El 79 aC Pompeu va facilitar l'accés de Marc Emili Lèpid al consolat contra els desitjos de Sul·la; però Lèpid fou escollit i encara va tenir més vots que el seu col·lega Catul, el qual tenia el suport de Sul·la. Aquest havia advertit a Pompeu que estava reforçant un futur rival, cosa que efectivament va ser així, ja que Lèpid, com a cònsol, l'any 78 aC, va tractar d'eliminar els honors en el funeral de Sul·la. Pompeu va romandre lleial a l'aristocràcia, fet que va salvar la pujada dels populars.
El 77 aC Lèpid fou enviat pel senat a la seva província de Gàl·lia Cisalpina, però va agafar les seves forces reunides a Etrúria i va marxar contra Roma. Als murs d'aquesta ciutat fou derrotat per Pompeu i per Catul, i va haver de fugir cap a Etrúria on Catul el va perseguir. Pompeu es va adreçar a la Gàl·lia Cisalpina on Marc Brut dirigia un exèrcit partidari de Lèpid.
Quan Pompeu s'hi va acostar, Brut es va tancar darrere els murs de Mutina, i es va defensar durant un cert temps fins que es va haver de rendir a canvi de salvar la vida. Pompeu li va prometre garanties però a les 24 hores el va fer matar a Rhegium, la ciutat a la vora del riu Po on s'havia retirat; també va fer matar Corneli Escipió Emilià fill de Lèpid, a qui va fer presoner a Alba (Ligúria). Lèpid va fugir per mar d'Etrúria cap a Sardenya on va morir poc després i la península Itàlica va quedar pacificada.

## La guerra a Hispània
Llavors el senat va demanar a Pompeu de llicenciar el seu exèrcit, però amb diverses excuses el va eludir aquesta orde. Esperava obtenir el comandament de la guerra contra Quint Sertori a Hispània que repetidament estava derrotant a Metel Pius. L'augment de poder de Sertori va decidir finalment al senat a donar a Pompeu el comandament que reclamava i enviar-lo amb el títol de procònsol.
En 40 dies va fer els preparatius i va sortir de la península Itàlica amb 30.000 homes a peu i 1000 cavallers (començament del 76 aC).
Pel camí va construir una via militar als Alps Cottis. Va desembarcar al sud i va avançar per la costa, sense trobar gaire resistència. La ciutat de Lauron, prop de València, es va declarar al seu favor, però de sobte es va presentar Sertori i el va fer recular. Lauron va caure en mans de Sertori i fou incendiada.
Pompeu va passar l'hivern a la Citerior, al nord de l'Ebre, i al començament del 75 aC va creuar l'Ebre cap al sud on eren Herenni i Perpenna, llegats de Sertori, als quals va derrotar a prop de València, i va buscar el combat amb Sertori, qui avançava des de l'oest, perquè no volia compartir la gloria amb Metel que encara era a Hispània. Sertori, tanmateix, volia lluitar abans de la unió dels dos exèrcits romans. La batalla es va lliurar a la vora del Sucro (Xúquer) i no va tenir un guanyador clar; l'ala dreta de Pompeu, dirigida per aquest, fou posada en fuita, però l'ala esquerra comandada per Luci Afrani, va vèncer a l'ala dreta de Sertori. L'arribada de Metel l'endemà va obligar Sertori a retirar-se.
L'exèrcit romà unit va patir llavors la manca de provisions. Els romans es van haver de separar, Sertori va atacar a Pompeu i el va derrotar però aquesta derrota fou compensada per la victòria de Metel sobre Perpenna. Finalment Pompeu es va retirar per passar l'hivern al país del vacceus, mentre enviava una carta demanant subministraments de menjar i homes al senat. Dues legions i menjar li foren enviades a proposta de Luci Licini Lucul·le, qui tenia por que una tornada de Pompeu a Roma li prengués el comandament de la guerra contra Mitridates VI Eupator.
De les campanyes del 74 aC, 73 aC i 72 aC hi ha molt poca informació, però sembla que el bàndol de Sertori va perdre força, encara que potser hagués recuperat la iniciativa si no hagués estat assassinat per Perpenna el 72 aC. Perpenna va succeir Sertori però fou derrotat a la primera batalla, els seus principals oficials van morir i ell mateix fou fet presoner.
Perpenna va oferir a Pompeu el lliurament dels papers de Sertori amb les cartes de molts notables romans en algunes de les quals s'oferia a Sertori el poder si anava a Roma i derogava la constitució de Sul·la, però Pompeu va actuar aquí com un "príncep" i va refusar els documents, els quals va cremar, i va fer executar a Perpenna.
Després d'això la guerra es va acabar aviat. Les ciutats que restaven aixecades foren sotmeses i a l'hivern d'aquell any quasi tota Hispània estava dominada per Pompeu. Algunes ciutats que s'havien destacat en el suport a Roma van rebre la ciutadania i entre els homes que van rebre aquesta distinció hi havia Luci Corneli Balb. Metel fou el primer a tornar a Roma, però la gloria de la victòria final fou per Pompeu. Ara convenia la seva presència en altres llocs de la península Itàlica que havien caigut en poder de l'esclau Espàrtac.

## Guerra dels esclaus

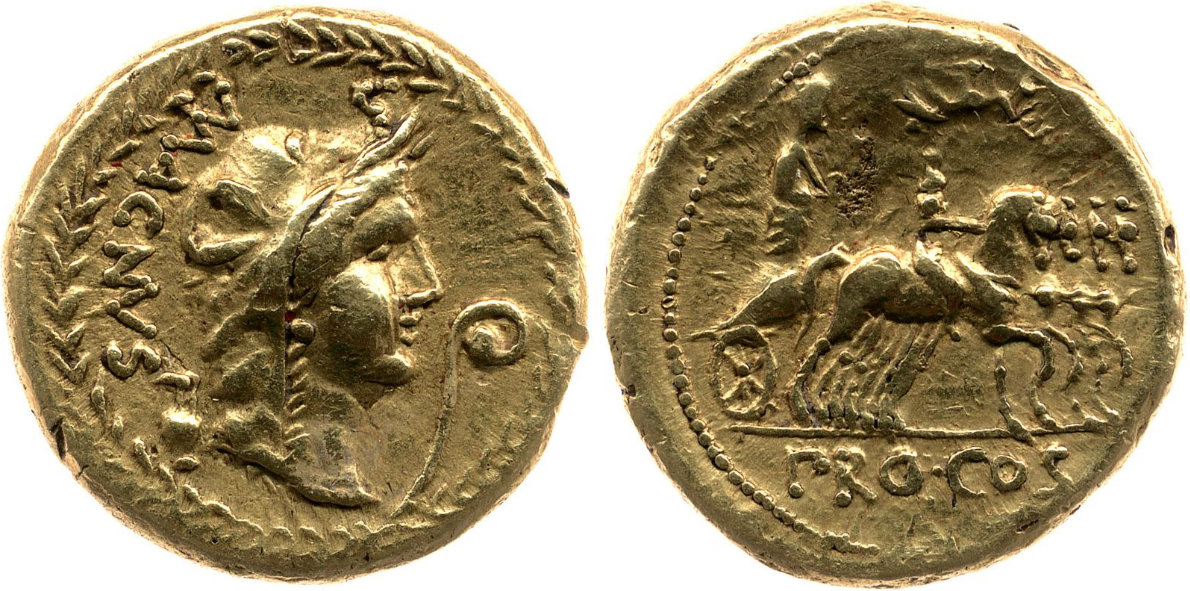
Moneda de Pompeu, 71 aC

El 71 aC Pompeu va tornar a Roma i es va trobar amb la Tercera Guerra Servil. Cras tenia la direcció de la guerra contra el gladiador i volia acabar la lluita abans de la tornada de Pompeu. Va derrotar decisivament a Espàrtac en una batalla a Lucama en la qual el cap rebel va morir. Però Pompeu va aturar a un grup de rebels que fugien i els va aniquilar. Així va poder dir "Cras haurà derrotat a l'enemic però jo he extirpat la guerra d'arrel", reclamant afegir als seus honors d'Hispània la culminació de la guerra dels esclaus.
Cras es va ressentir d'aquesta injustícia però va mantenir el seu paper perquè volia obtenir el consolat i li calia el suport de Pompeu, ara ídol de les masses. Pompeu mateix es va presentar candidat al consolat (tot i que per llei no podia ser elegit, ja que havia estat absent de Roma, no havia arribat a l'edat legal i no havia passat per les magistratures inferiors). Per compensar es va declarar a favor de la restauració del poder dels tribuns, abolit per Sul·la. El càrrec va subsistir però buit de contingut; el senat va acceptar l'excepció per la seva candidatura i el restabliment dels tribuns. Fou elegit cònsol junt amb Cras al qui va recomanar al poble com a col·lega. El 31 de desembre del 71 aC va celebrar el seu triomf a Hispània i l'endemà va entrar en l'ofici de cònsol.

## Primer consolat
El restabliment del tribunat, aprovat amb poca oposició, el va allunyar del partit aristocràtic. En el seu mandat va abolir altres lleis de Sul·la, com la que va treure al senat el dret exclusiu a jutjar als cavallers (establerta per Sul·la) i a proposta de Luci Aureli Cotta (i inspiració de Pompeu) el dret a jutjar cavallers va passar al senat, cavallers i tribuns eraris. Juli Cèsar va donar suport a aquestes lleis mentre el partit aristocràtic s'hi oposava.

## La guerra contra els pirates
El 69 aC i 68 aC va romandre a Roma, ja que no va voler acceptar cap província com a procònsol. En aquest temps van començar a preocupar els pirates que infectaven la mar Mediterrània, que fins i tot havien fet incursions a la vora de Roma. Les comunicacions entre Roma i les províncies havien esdevingut perilloses. La manca de subministraments a Roma exigia mesures extraordinàries que el poble estava disposat a donar.
Al començament del 67 aC el tribú Aule Gabini, un home de la seva confiança, va proposar una llei que demanava elegir un home de rang consular amb plens poders per tres anys de fer la guerra als pirates a tota la mar Mediterrània i a 80 km endins de les costes, amb una flota de 200 vaixells i 5 llegats del senat. La proposta no nomenava a Pompeu però el partit aristocràtic donava per fet que era ell qui seria elegit i temien que podria obstaculitzar el govern de les províncies governades per aristòcrates que, com era normal, saquejaven per enriquir-se.
El partit aristocràtic es va oposar a la llei i, al senat, només Juli Cèsar li va donar suport. L'aristocràcia dirigida per Gai Pisó, va obligar Gabini a fugir del senat; Gabini va reunir al poble, va assaltar el senat i el va ocupar; el mateix Gabini va haver de salvar a Pisó de la mort a mans de la multitud incontrolada. La llei es va sotmetre altre cop a votació al final del dia; Quint Catul i Quint Hortensi van parlar en contra inútilment; llavors el tribú Luci Trebel·li, guanyat a la causa pels aristòcrates, va vetar la llei i no se'l va poder convèncer de canviar; Gabini va proposar la seva destitució als comicis tribunats i quan 17 de les 35 tribus havien votat per deposar el tribú va acceptar per fi retirar el seu veto. Finalment doncs la llei fou aprovada designant a Pompeu per assolir el comandament.
Les condicions encara foren millors: se li van donar 500 vaixells, 12.0000 mariners i soldats, 5.000 cavallers, 24 llegats i els diners necessaris. Aquell mateix dia els preus dels aliments a Roma van baixar perquè el poble esperava que Pompeu restabliria la seguretat en les comunicacions marítimes.
A la primavera del 67 aC tot estava preparat. Va repartir els seus llegats per la Mediterrània i ell mateix va restar al mig de la mar amb el cos principal; progressivament va empènyer als pirates cap a Orient i en 40 dies la part occidental de la mar Mediterrània va quedar neta. Va passar per Brundusium en direcció a Cilícia on els pirates s'havien reunit; va passar per Atenes, on fou honorat, va combatre a les mars orientals; el seu tracte humà als presoners va fer que molts pirates es rendissin.
El nucli principal de pirates es va refugiar a les muntanyes del Taure, on van deixar els béns i les famílies, i van anar a la costa a combatre; Pompeu va arribar al promontori de Coracaesium a Cilícia on es va lliurar la batalla decisiva, en la qual els pirates foren derrotats i es van refugiar a la ciutat, que poc després es va rendir, així com les fortaleses en el seu poder. 20.000 pirates van caure en mans de Pompeu, i foren establerts a diverses ciutats per impedir que recuperessin els seus hàbits de vida; diverses ciutats de Cilícia i especialment Soli (reanomenada Pompeiòpolis), van rebre aquests pirates; els més perillosos foren enviats a Dime a Calàbria o a algunes ciutats de Calabria. La segona part de la guerra havia durat 49 dies.
Era l'estiu però Pompeu no va tornar immediatament a Roma i va ocupar la resta del 67 aC i el començament del 66 aC visitant les ciutats de Cilícia i Pamfília i arranjant els governs de les diverses ciutats.

## El conflicte de Creta
En aquest temps va rebre ambaixadors de Creta les quals li van oferir la submissió de les ciutats de Creta que resistien, ja que esperaven millor tracte de Pompeu que de Quint Cecili Metel Crètic, queihavia conquerit la major part de l'illa; Pompeu esperava arrabassar a Metel el seu crèdit en la conquesta.
Pompeu va enviar els seus llegats, encapçalats per Luci Octavi i després per Corneli Sisenna, a rebre la submissió. Metel va ignorar a Pompeu i va seguir conquerint ciutats mentre els cretencs augmentaven la resistència encoratjats pels llegats de Pompeu. Metel va conquerir Eleuthera i Luppa i en aquesta darrera Octavi fou fet presoner i alliberat, amb repulsió, per Metel. Sisenna mentrestant havia mort.
Octavi va usar les tropes dels dos llegats per combatre a Metel al costat dels cretencs, però les tropes es van retirar de l'illa per alguna raó que no s'ha arribat a conèixer i Octavi es va refugiar amb Aristó a Hieraptyna, d'on va fugir en arribar Metel, abandonat als cretencs a la seva sort. Finalment Lastenes de Creta i Panares van fer submissió a Metel i la guerra es va acabar.

## Guerra contra Mitridates
Ara Pompeu volia obtenir el comandament de la guerra contra Mitridates VI Eupator, el qual després de ser derrotat per Luci Licini Lucul·le tornava a estar en possessió dels seus dominis i el final de la guerra semblava llunyà. El poble demanava donar poders a Pompeu, qui havia derrotat en tan poc temps als pirates.
Al començament del 66 aC, el tribú Gai Manili va presentar una rogatio per donar a Pompeu el comandament de la guerra amb poders il·limitats i títol de procònsol de tota Àsia Menor i Armènia sense perdre el de les costes e illes de la Mediterrània. La proposta fou aprovada amb l'oposició d'Hortensi i Catul del partit aristocràtic. Fins i tot Ciceró li va donar suport.
Pompeu va creuar les muntanyes del Taure i va rebre el comandament de l'exèrcit de Lucul·le al qual va tractar força malament. Mitridates havia obtingut algunes victòries per la desorganització dels romans, però el seu poder ja havia estat minat per Lucul·le. Pompeu, que disposava de molts més grans mitjans que Lucul·le, podia acabar la guerra en poc temps. 
Va planificar les accions acuradament: primer va fer un tractat amb Fraates III de Pàrtia, va expulsar els armenis cap al seu país i va col·locar la flota a diversos punts de la costa de l'Àsia Menor per impedir les comunicacions de Mitridates; llavors, al capdavant de l'exèrcit va envair el Regne del Pont; Mitridates va demanar la pau però Pompeu va imposar condicions inacceptables, i Mitridates amb el seu exèrcit de 30.000 homes es va retirar cap a Armènia, fins que fou atacat a l'Armènia Menor per Pompeu, el qual li va imposar la batalla.
Derrotat el rei del Pont, va fugir amb pocs cavallers cap a la fortalesa fronterera de Synorium a tocar d'Armènia on va poder reunir noves forces; però com que Tigranes II d'Armènia li va refusar l'entrada al seu regne, ja que sospitava que fomentava les intrigues del seu fill per assolir el tron, Mitridates va haver de fugir a través de la Còlquida cap al Regne del Bòsfor Cimmeri governat pel seu fill, on va arribar el 65 aC.

## Campanya d'Armènia
Pompeu va decidir no perseguir al rei derrotat i va atacar a Tigranes II d'Armènia. Va fundar Nicòpolis a l'Armènia Menor, sobre el lloc on havia esdevingut la victòria sobre Mitridates i va entrar a Armènia sense oposició. El jove Tigranes, fill revoltat del rei armeni, se li va unir i les ciutats es van sotmetre als romans a mesura que avançaven. Quan els romans s'acostaven a Artàxata, l'exèrcit va abandonar a Tigranes II, el qual es va haver de sotmetre; es va entrevistar amb Pompeu, qui el va reconèixer com a rei i li va demanar un tribut moderat. Les seves possessions de Síria, Fenícia, Cilícia, Galàcia i Capadòcia, part de les quals ja havien estat conquerides per Lucul·le, foren formalment cedides a Roma o a regnes aliats. Sofene i Corduena foren donades al seu fill Tigranes com a regne independent però davant el descontentament del príncep per aquest arranjament i les amenaces llençades, fou deposat, empresonat i,carregat de cadenes, va participar en el triomf de Pompeu.

## Campanya del Caucas
Llavors va enviar a Luci Afrani amb part de l'exèrcit cap a la zona entre l'Eufrates i l'Araxes, imentre ell amb la resta es va dirigir cap al nord, perseguint a Mitridates. Com que ja era avançat l'any no va poder arribar més enllà del riu Cyrus (Kur) on va passar l'hivern. Les legions foren distribuïdes en tres divisions. El rei d'Albània del Caucas, Oroeses, que era a la vora, va veure l'oportunitat d'atacar els invasors, però quan va travessar el riu fou fàcilment derrotat per Pompeu i va haver de demanar la pau, que li fou concedida a canvi de deixar passar l'exèrcit romà. Els romans van passar l'hivern a la zona.
El 65 aC, Pompeu va començar la marxa cap al nord perseguint a Mitridates i es van enfrontar amb els íbers del Caucas, que vivien entre els albanesos a l'est i els colquis a l'oest. Els va derrotar i els va obligar a demanar la pau.
Els romans van arribar fins a la desembocadura del riu Fasis,que desaiguava a l'Euxí, i allí va trobar la flota del seu llegat Servili, qui el va informar de l'arribada de Mitridates al Bòsfor Cimmeri i que, per arribar a aquest país, havia de creuar les poc accessibles muntanyes del Caucas, plenes de molts pobles guerrers i salvatges.
Pompeu va considerar que la lluita amb aquestes tribus li reportaria molt poca glòria i era més prudent retornar al sud cap al Cyrus (Kur), el qual va creuar. Després va arribar a l'Araxes; allí els albanesos del Caucas havien aixecat un nou exèrcit i tornaven a buscar l'enfrontament amb els romans. Els albanesos foren altre cop derrotats sense problemes, i el rei es va haver de declarar client romà.
Pompeu va meditar avançar al sud cap a Síria o cap a Mesopotàmia, però ja l'any era massa avançat i va decidir marxar cap a la costa de l'Euxí, a Amisos. Allí va passar l'hivern i va rebre a nombroses ambaixades com la del rei d'Elymais, la del rei de Mèdia Atropatene i altres estats menors orientals que buscaven el seu favor. La reina Estratonice del Pont, la muller principal de Mitridates, va rendir una de les principals fortaleses del Pont del qual tenia el comandament, amb els tresors i documents privats del rei. El Pont fou declarat província romana sense esperar la formació d'una comissió de l'estat. La flota romana va establir un bloqueig al regne del Bòsfor.

## Campanya de Síria
A la primavera del 64 aC Pompeu va sortir del Pont cap a Síria. Va passar per Zela, on uns anys abans els romans havien patit una greu derrota amb set mil baixes, i va recollir les restes dels romans al camp de batalla que va enterrar amb tots els honors.
A la seva arribada a Síria va deposar Antíoc XIII Asiàtic, qui tenia el tron per concessió de Lucul·le després de la derrota de Tigranes II d'Armènia, i va declarar Síria província romana. Els petits reis menors de l'entorn de Síria van haver d'acceptar ser clients de Roma. Durant tot l'any Pompeu va estar ocupat en l'arranjament dels afers a Síria.

## Campanya de Palestina

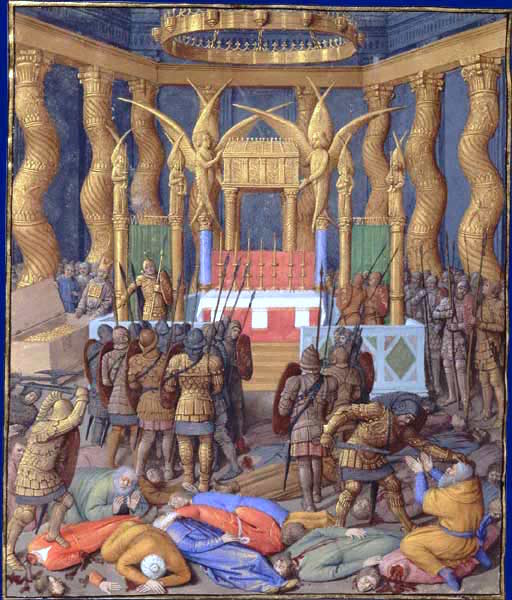
Pompeu al Temple de Jerusalem, pintura de Jean Fouquet.

El 63 aC Pompeu va avançar més al sud per dominar Fenícia, Celesíria i Palestina. En aquest darrer país hi havia un enfrontament entre Hircà II i Aristòbul II de Judea, fills d'Aristòbul I de Judea mort vers el 105 aC. Pompeu va donar suport a Hircà, i Aristòbul finalment es va rendir quan els romans es van acostar a Jerusalem.
Però els jueus no van seguir al seu rei i es van tancar al temple per resistir; finalment la fortalesa fou ocupada després de tres mesos de setge i Pompeu fou la primera persona, exceptuat els grans sacerdots, que va poder entrar a les dependències sagrades del temple; va restaurar a Hircà com a gran sacerdot amb el govern a les seves mans però reconeixent la sobirania romana per mitjà d'un tribut anyal. Aristòbul II va quedar presoner.
Pompeu era a Judea quan va rebre notícies de la mort de Mitridates VI Eupator al Bòsfor. Pompeu va enviar les tropes de retorn al Pont, per passar l'hivern.

## Arranjament de l'Àsia Menor
Després de restaurar Ariobarzanes II al regne de Capadòcia, el 62 aC va reconèixer com a rei del Bòsfor a Farnaces II, fill de Mitridates, a Deiotarus I com a tetrarca de Galàcia (al que va donar nous territoris com a premi pel seu suport).
Finalment, es va disposar a tornar a Roma on va arribar avançat l'any 62 aC. La seva tornada era temuda: els aristòcrates per si volia agafar la direcció del partit; els populars per veure què faria contra els catalinaris; i en general pel temor que agafés el poder suprem com havia fet Sul·la. Però Pompeu va calmar aquest temors llicenciant al seu exèrcit just després de desembarcar; el seu camí cap a Roma des de Brundusium fou recorregut en triomf.

## Tornada a Roma

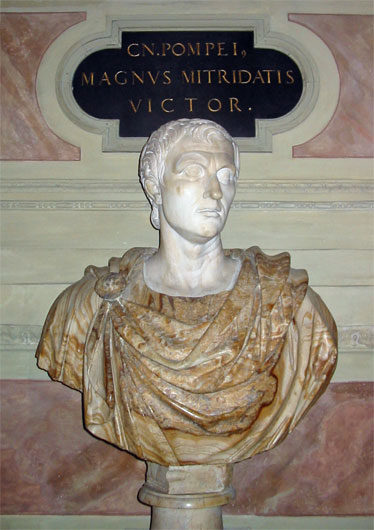
Bust de Pompeu, museu del palau residencial de Múnic.

Abans d'entrar a Roma va romandre uns mesos a la rodalia informant-se dels estats dels afers i entrevistant-se amb molts romans influents. Finalment va fer la seva entrada a Roma el 61 a.C quan tenia 45 anys, i va gaudir per tercera vegada dels honors del triomf, celebracions que van durar dos dies; a la llista de les seves victòries es deia que havia conquerit mil fortaleses, nou-centes ciutats, vuit-cents vaixells, que havia fundat 39 ciutats noves i havia apujat els ingressos romans de 50 milions a 85 milions aportant al tresor 20.000 talents a més dels 16.000 distribuïts entre les seves tropes a Efes; al triomf van desfilar 324 reis, prínceps i generals fets presoners o deixats com a ostatges; als presoners els va perdonar la vida i els va alliberar excepte a Aristòbul II i a Tigranes fill de Tigranes II, que podien provocar conflictes si eren alliberats i arribaven a tornar als seus països.
Les seves victòries militars no es corresponien a la seva preeminència política, on el geni de Juli Cèsar havia deixat a Pompeu com a segon personatge de l'estat. Pompeu no volia passar al partit popular, que havia guanyat molta influència i que tenia el suport més o menys obert de Cèsar, i també dubtava en donar suport als aristòcrates.

## Primer triumvirat
Per garantir que els seus actes a Àsia i el repartiment de terres als seus veterans serien ratificats pel senat, va fer elegir cònsol a Luci Afrani, qui va exercir l'any 60 aC junt amb Quint Cecili Metel Celer; però Afrani no va respondre a les seves expectatives i no va donar suport a les mesures que convenien a Pompeu. Aquest volia com fos complir amb les promeses als seus veterans i als regnes clients de l'Àsia, i no va tenir més remei que aliar-se a Cèsar per obtenir la ratificació de la seva actuació a Àsia i les terres pels seus veterans; a canvi Pompeu va prometre a Cèsar el suport en altres mesures que convenien a aquest. Cèsar va obtenir la reconciliació de Pompeu i Luci Licini Cras, al qual necessitaven per la seva riquesa e influència, i es va formar el primer triumvirat. Aquest triumvirat parava els peus als aristòcrates.
El 59 aC Cèsar fou cònsol i amb el suport de Pompeu i Cras va poder portar a terme totes les mesures que volia, com ara la llei agrària que repartia les terres de la Campània, les quals foren donades als veterans de Pompeu, o la ratificació dels actes de Pompeu a Àsia. Per reforçar l'aliança Cèsar va donar la mà de la seva filla Júlia a Pompeu, qui es va haver de divorciar de la seva dona Múcia.
Al començament del 58 aC Gabini i Pisó van entrar en ofici com a cònsols i Cèsar se'n va anar a la seva província de la Gàl·lia. Pompeu es va retirar amb la seva dona Júlia a la seva vil·la d'Albanum prop de Roma i gairebé no va prendre part en els afers polítics.
Va esperar la ruïna de Ciceró a mans de Publi Clodi Pulcre, qui va aconseguir enviar l'orador al desterrament. Clodi va alliberar Tigranes, el fill de Tigranes II d'Armènia i va ridiculitzar a Pompeu davant el poble; en un conflicte amb el cònsol Gabini, home de Pompeu, el cònsol fou ferit pels homes de Clodi, i encara que es va intentar un arranjament les coses van restar tenses.
Clodi va provar de matar Pompeu per mitjà d'un dels seus esclaus, i Pompeu es va tancar a casa seva, i Clodi va posar una guàrdia per vigilar dirigida pel seu llibert Damis; quan el pretor Fulvi va provar d'alliberar Pompeu, fou rebutjat.

## Superintendència del mercat del gra
En revenja Pompeu va donar suport a la proposta de retorn de Ciceró (57 aC) i aquest va retornar a Roma el setembre del 57 aC. En agraïment, Ciceró va proposar donar a Pompeu la superintendència dels mercats de gra de Roma per cinc anys (a causa de la manca de gra havien esclatat disturbis), proposta que fou aprovada i Pompeu fou nomenat prefecte de l'annona.
Amb aquest càrrec va anar a Sicília i va enviar llegats a altres províncies per assegurar el subministrament de gra, cosa que va fer baixar els preus.
Un altre tema que es discutia al senat era la restauració de Ptolemeu XII Auletes d'Egipte. Es temia que Pompeu volgués ser enviat a Egipte amb un exèrcit; per evitar el nomenament es va recórrer als llibres sibil·lins, i d'ells es va interpretar la prohibició de l'ús de la força en aquest cas.
Des de Sicília, Pompeu va retornar a Roma el 56 aC i va usar la seva influència per aconseguir que el darrer cònsol Lèntul Espinter, qui havia rebut el proconsolat a Cilícia, pogués restaurar Ptolemeu. En aquell any, Publi Clodi Pulcre era edil curul, i va acusar Miló (febrer del 56 aC) però fou atacat pel tribú Gai Porci Cató, que l'acusava de traïció contra Ciceró, però no fou escoltat pel senat; això va enfurismar a Pompeu, el qual va parlar d'una conspiració contra la seva vida i va denunciar a Cras com l'autor demanant mesures per garantir la seva seguretat. Així Pompeu va perdre la confiança de tots els partits: el senat el temia, el poble l'abandonava per donar suport a Clodi i no tenia més remei que reforçar l'aliança amb Juli Cèsar que estava triomfant a la Gàl·lia.
Cèsar va tornar a la península Itàlica, i a Luca va aconseguir la reconciliació entre Pompeu i Cras, amb un acord secret pel qual els dos serien cònsols l'any següent obtenint després províncies i exèrcits, i, a canvi, el govern de Cèsar a la Gàl·lia fou prorrogat per cinc anys (abril del 56 aC).
Llavors Pompeu va anar a Sardenya i a Àfrica per assegurar el subministrament de gra, fet amb què esperava guanyar novament el suport popular.

## Segon consolat
L'elecció dels dos cònsols no es va presentar fàcil, car Luci Domici Ahenobarb, amb suport de Gai Cató i l'aristocràcia, s'hi va oposar, i el cònsol Lèntul Marcel·lí va decidir utilitzar qualsevol mitjà per impedir-ho; en veure impossible la seva elecció, Pompeu i Cras van donar suport al veto als comicis que van fer els tribuns Marc Noni Sufenat i Gai Cató. Els comicis es van posposar al començament del 55 aC.
Per imposar la seva elecció el 55 aC, Pompeu i Cras van haver de recórrer a bandes armades, que van netejar el Camp de Mart d'adversaris, i finalment van aconseguir ser elegits.
Així doncs, el 55 aC Cras i Pompeu foren cònsols per segona vegada. A través del tribú Gai Treboni van presentar dos lleis: una que donava les províncies d'Hispània (Citerior i Ulterior) a Pompeu i Síria a Cras; i una segona llei que prorrogava el govern de Juli Cèsar a la Gàl·lia (nominalment el període anava de l'1 de gener del 53 aC quan acabava el primer període, al 31 de desembre del 49 aC).
Per guanyar suports Pompeu va completar la construcció del teatre de Roma,que tenia espai per 40.000 espectadors; era del tipus del de Mitilene i es trobava al Camp de Mart. Va organitzar uns magnífics jocs i exhibicions, entre les quals estava l'actuació de Claudi Esop, que va actuar aquí per darrera vegada, concursos gimnàstics, combats de gladiadors, i lluites contra feres amb 500 lleons i 80 elefants a l'arena, amb algun rinoceront exhibit per primer cop a Roma.
Tot i així no va recuperar la seva popularitat i el reclutament de forces a la Cisalpina i a la península Itàlica per ser enviades a Hispània sota el comandament dels seus llegats Luci Afrani i Marc Petreu, va provocar descontentament. Pompeu no va anar a Hispània i va restar a la vora de Roma. Pompeu esperava obtenir la dictadura i li calia fer-se necessari, mentre Cèsar no parava d'incrementar el seu poder amb les conquestes a Gàl·lia i Britànnia, i ja s'endevinava que els dos homes s'havien de disputar el poder suprem.

## Pompeu aconsegueix el poder com a cònsol únic

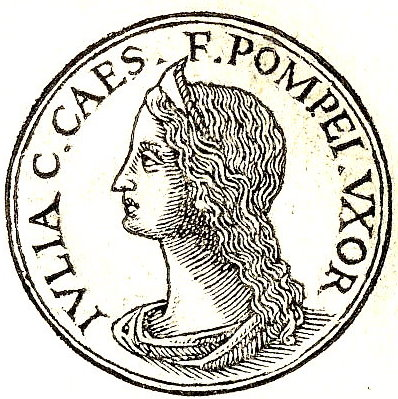
Júlia, filla de Cèsar i esposa de Pompeu, va unir relacions entre aquests homes mentre va viure.

La mort de la seva dona Júlia, filla de Cèsar, va trencar els llaços familiars entre els dos homes. La mort de Cras a Carres el 53 aC va apartar de la cursa pel poder a l'únic home que hi podia participar a més de Pompeu i Cèsar.
En aquest temps Pompeu va encoratjar els desordres civils esperant que el senat el cridaria a restablir la pau i l'ordre, i li donaria la dictadura. A causa dels disturbis el 54 aC no es van poder fer comicis per elegir cònsols i els cònsols del 53 aC, Domici Calví i Valeri Mesal·la no van entrar en el càrrec fins a mitjan 53 aC.
Tit Anni Papià Miló era candidat al consolat i Publi Clodi Pulcre a la pretoria i cadascun disposava de bandes armades que s'enfrontaven diàriament als carrers; la confusió va arribar al màxim el 20 de gener del 52 aC quan homes de Miló van matar a Publi Clodi.
El senat no va tenir més remei que demanar a Pompeu que assumís el poder en solitari. El 25 de febrer fou designat cònsol únic, amb l'encàrrec de reunir tropes per restablir l'ordre i posar fi a les activitats de Miló i els seus mirmidons. Pompeu va imposar una llei que castigava la violència i el suborn a les eleccions. Miló fou encausat i va haver de marxar a l'exili; altres foren condemnats i la pau va retornar.
L'1 d'agost Pompeu va agafar com a col·lega al seu sogre Quint Cecili Metel Pius Escipió, amb la filla del qual, Cornèlia Metella, s'havia casat després de la mort de Júlia.

## L'enfrontament amb Juli Cèsar
Una mica després es van fer comicis per elegir els cònsols del 51 aC. Per tal d'obligar Cèsar a tornar, Pompeu i Metel van reactivar una antiga llei que prohibia ser candidat a cap càrrec públic a qui estigués absent. Però Cèsar, que ja esperava això, va al·legar que ell estava exceptuat d'aquesta norma, i Pompeu, que no estava preparat per un trencament obert, va haver d'acceptar la continuació del comandament. Pompeu va obtenir un senatusconsultum que li prorrogava el seu comandament a Hispània per cinc anys i establia també que els qui obtinguessin el consolat en endavant no podrien obtenir una província fins passats cinc anys, clàusula dirigida clarament contra Cèsar.
El 51 aC Pompeu es va reconciliar amb els aristòcrates, els quals el va reconèixer com el seu cap natural. El 50 aC la lluita entre Cèsar i Pompeu va arribar al seu punt àlgid: Pompeu va demanar a Cèsar que renunciés a la seva província i anés a Roma com a ciutadà privat per optar al consolat, però Cèsar no volia anar a Roma on Pompeu disposava d'un exèrcit i l'haguera tingut a les seves mans. Per contra, Cèsar va proposar resignar el seu càrrec i llicenciar l'exèrcit si Pompeu feia el mateix, proposta que fou rebutjada; a partir d'aquí la guerra era inevitable.
Cèsar havia acabat la conquesta de la Gàl·lia, tenia la confiança dels seus veterans; amb les riqueses amassades a la Gàl·lia Cèsar podia comprar moltes voluntats a Roma, com el cònsol Emili Paule o el tribú Curió, fins llavors partidaris de Pompeu, els qulas van canviar de bàndol. Pompeu per la seva part no va fer cap preparatiu, ja que estava segur que Cèsar no gosaria intentar un cop d'estat, i si ho feia pensava que les seves tropes l'abandonarien i que milers de persones d'arreu s'allistarien sota l'estendard de Pompeu. Aquell any 50 aC Pompeu va patir una seriosa malaltia a Nàpols, moltes ciutats van oferir sacrificis per la recuperació de la seva salut i això el va refermar en la creença de la seva popularitat.

## La guerra civil
Al començament del 49 aC el senat va decretar que Cèsar havia de llicenciar el seu exèrcit i si no ho feia seria declarat enemic de l'estat; dos tribuns que van vetar la resolució foren eliminats i van haver de fugir al campament de Cèsar. Aquest ja no s'ho va pensar més, i al capdavant de les seves forces va travessar el riu Rubicó que separava la Gàl·lia d'Itàlia, i va avançar cap a Roma. Arreu era rebut amb entusiasme; les ciutats li obrien les portes i els soldats de l'aristocràcia es passaven al seu bàndol.
Pompeu es va adonar que no podia defensar Roma, va fugir amb els senadors i dirigents aristòcrates cap a Càpua, i després cap a Brundusium. Cèsar l'empaitava, el 8 de març ja era davant els murs de Brundusium i el 15 de març Pompeu es va embarcar cap a Grècia. Com que Cèsar no tenia vaixells no el va poder seguir, de manera que va decidir anar a Hispània on va derrotar els llegats de Pompeu a la batalla d'Ilerda i es va assegurar el domini de les dues províncies el mateix 49 aC.
El gener del 48 aC Cèsar va arribar a Grècia on Pompeu havia reunit un fort exèrcit. Tenia el suport de la part oriental de l'Imperi, on havia obtingut les seves glòries. La superioritat pompeiana en cavalleria li va permetre tallar els subministraments a les forces de Cèsar; la flota de Pompeu impedia el pas de vaixells des de Roma, i la cavalleria sobre el terreny. Després d'una victòria a Dirràquium, els pompeians estaven segurs de la victòria absoluta, ja que tenien superiorat en homes i material.
Pompeu volia evitar una batalla decisiva i minar la moral de les forces de Cèsar, però el seu estat major l'urgia a combatre. Finalment la batalla decisiva es va lliurar a la plana de Farsàlia a Tessàlia el 9 d'agost del 48 aC i Cèsar va obtenir una victòria completa.
Després del combat Pompeu ja no va intentar reorganitzar les seves forces, que encara eren moltes, i ho va donar tot per perdut. Es va embarcar amb alguns amics a la boca del riu Peneu i va sortir del país cap a Lesbos, on es va reunir amb la seva dona Cornèlia que era a l'illa. Després va seguir cap a Pamfília on se li van unir alguns vaixells i senadors.

## Mort

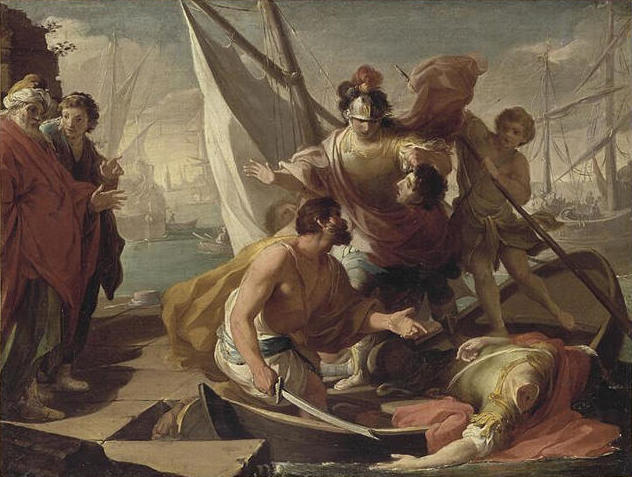
La mort de Pompeu, pintura anònima.

Se li va aconsellar buscar refugi a Egipte on el rei Ptolemeu XIII Filopàtor (de 13 anys) estava unit a Pompeu per llaços d'amistat o clientelisme (del seu pare), i Pompeu ho va fer. Va arribar a prop de la costa egípcia amb dos mil soldats i nombrosos vaixells; però a Egipte no governava el rei sinó els ministres Potí (Pothinus, un eunuc), Teodot de Quios i Aquil·les, els quals temien una venjança de Cèsar si rebien Pompeu, o una venjança d'aquest si no el rebien, i van decidir que el millor era eliminar Pompeu.
Així, van enviar un petit bot per recollir Pompeu i tres servidors al seu vaixell, mentre la resta de l'expedició restava als vaixells esperant a veure a quins acords podia arribar Pompeu amb el rei egipci, el qual esperava Pompeu a la costa. Tan bon punt Pompeu va sortir del bot per posar peu a terra i a la vista de la seva dona i fill Sext, fou atacat per darrere per Luci Septimi, qui havia estat un dels seus centurions i ara servia a Egipte. La resta el va atacar per davant; Pompeu es va protegir la cara amb la toga però no va intentar resistir; així va morir el 20 de setembre del 48 aC, just un dia abans de complir els 58 anys. El cap li fou tallat i enviat a Cèsar i el cos fou recuperat pel seu llibert Filip que l'acompanyava. Cèsar, disgustat en conèixer la traïció, va perseguir els assassins i els va fer matar.

## Família
Es va casar cinc vegades. Les seves esposes van ser: Antístia, Aemilia Scaura, Múcia Tèrcia, Júlia i Cornèlia. Va deixar dos fills: Gneu Pompeu Magne el Jove i Sext Pompeu Magne (anomenat també Sext Pompeu Pius per l'amor al seu pare difunt) i una filla de nom Pompeia. Per la genealogia completa vegeu Gens Pompeia.

### Podcasts
- Pompeu, el gran general romà a l'En Guàrdia! de Catalunya Ràdio (català)